# Ареси
Ареси́ (фр. Aressy) — коммуна во Франции, находится в регионе Аквитания. Департамент — Атлантические Пиренеи. Входит в состав кантона Узом, Гав и Рив-дю-Не. Округ коммуны — По.
Код INSEE коммуны — 64041.

## География

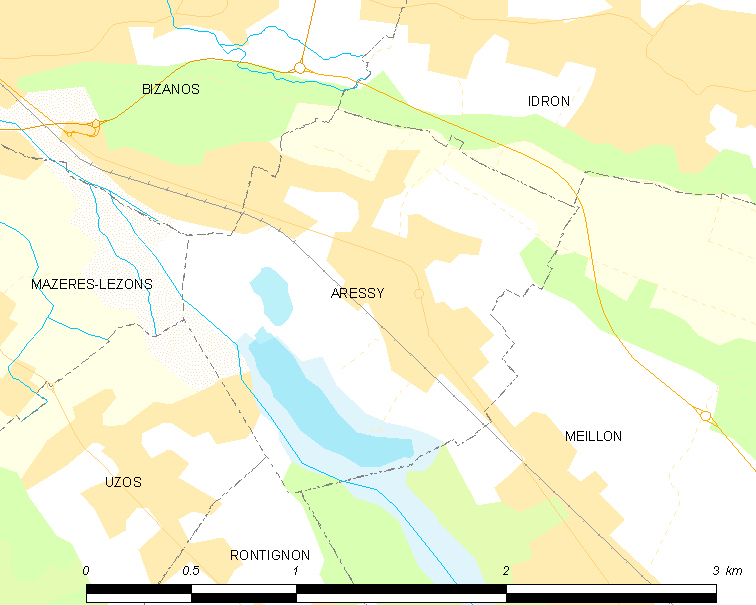
Карта коммуны

Коммуна расположена приблизительно в 660 км к югу от Парижа, в 175 км южнее Бордо, в 5 км к юго-востоку от По.
По территории коммуны протекают реки Гав-де-По и Лагуэн.

### Климат
Климат тёплый океанический. Зима мягкая, средняя температура января — от +5°С до +13°С, температуры ниже −10 °C бывают редко. Снег выпадает около 15 дней в году с ноября по апрель. Максимальная температура летом порядка 20-30 °C, выше 35 °C бывает очень редко. Количество осадков высокое, порядка 1100 мм в год. Характерна безветренная погода, сильные ветры очень редки.

## Население
Население коммуны на 2010 год составляло 624 человека.
| 1962 | 1968 | 1975 | 1982 | 1990 | 1999 | 2010 |
| ---- | ---- | ---- | ---- | ---- | ---- | ---- |
| 399  | 476  | 601  | 578  | 546  | 543  | 624  |

## Администрация
| Период | Период | Фамилия            | Партия                   | Примечания |
| ------ | ------ | ------------------ | ------------------------ | ---------- |
| 1995   | 2001   | Моник Ланюс-Казале |                          |            |
| 2001   | 2020   | Клод Феррато       | Демократическое движение | пенсионер  |

## Экономика
В 2010 году среди 393 человек трудоспособного возраста (15-64 лет) 272 были экономически активными, 121 — неактивными (показатель активности — 69,2 %, в 1999 году было 68,8 %). Из 272 активных жителей работали 256 человек (141 мужчина и 115 женщин), безработных было 16 (9 мужчин и 7 женщин). Среди 121 неактивной 44 человека были учениками или студентами, 55 — пенсионерами, 22 были неактивными по другим причинам.

## Достопримечательности
- Церковь Св. Дионисия (1874 год)[4]

## Фотогалерея

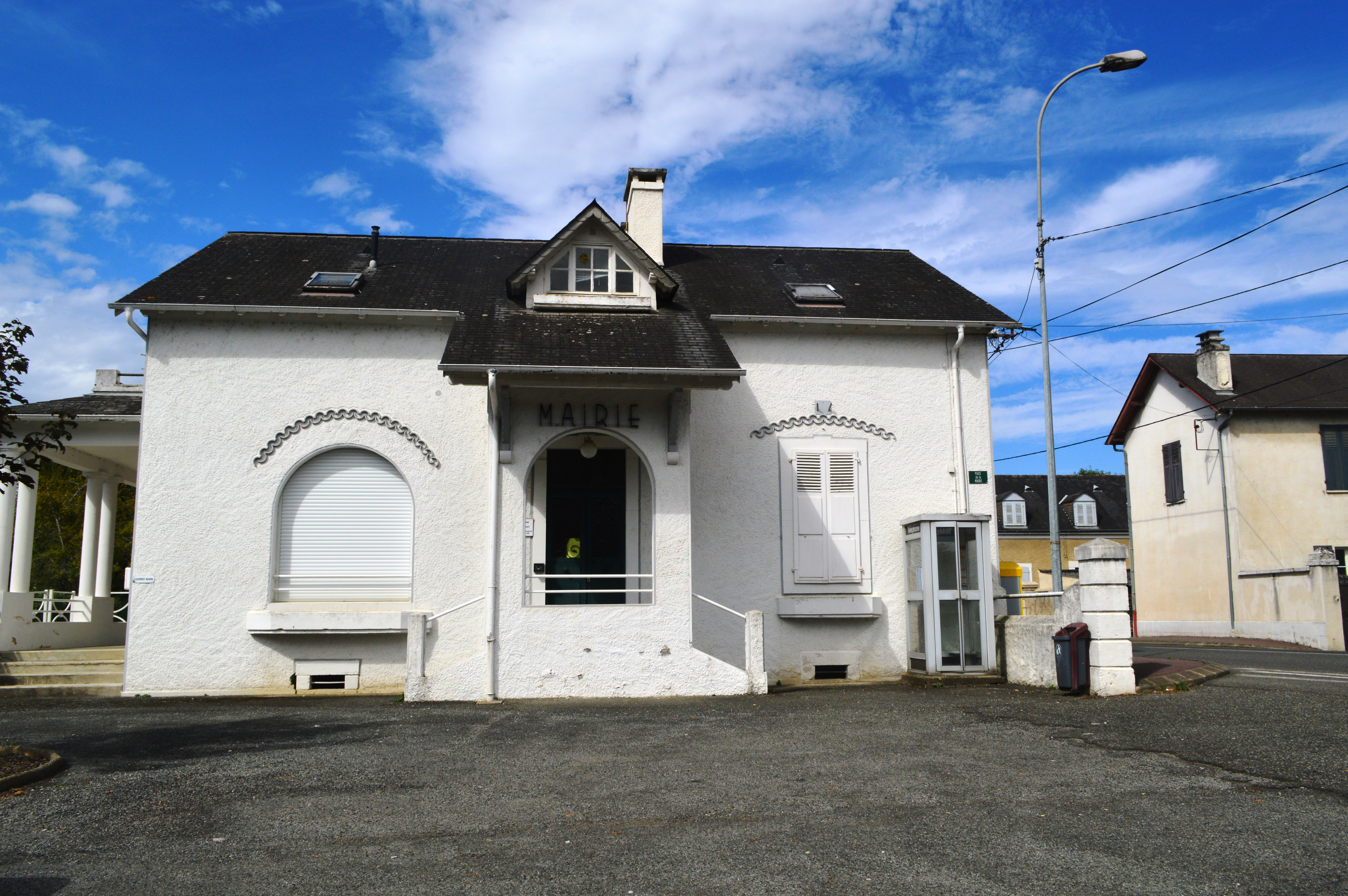
Мэрия
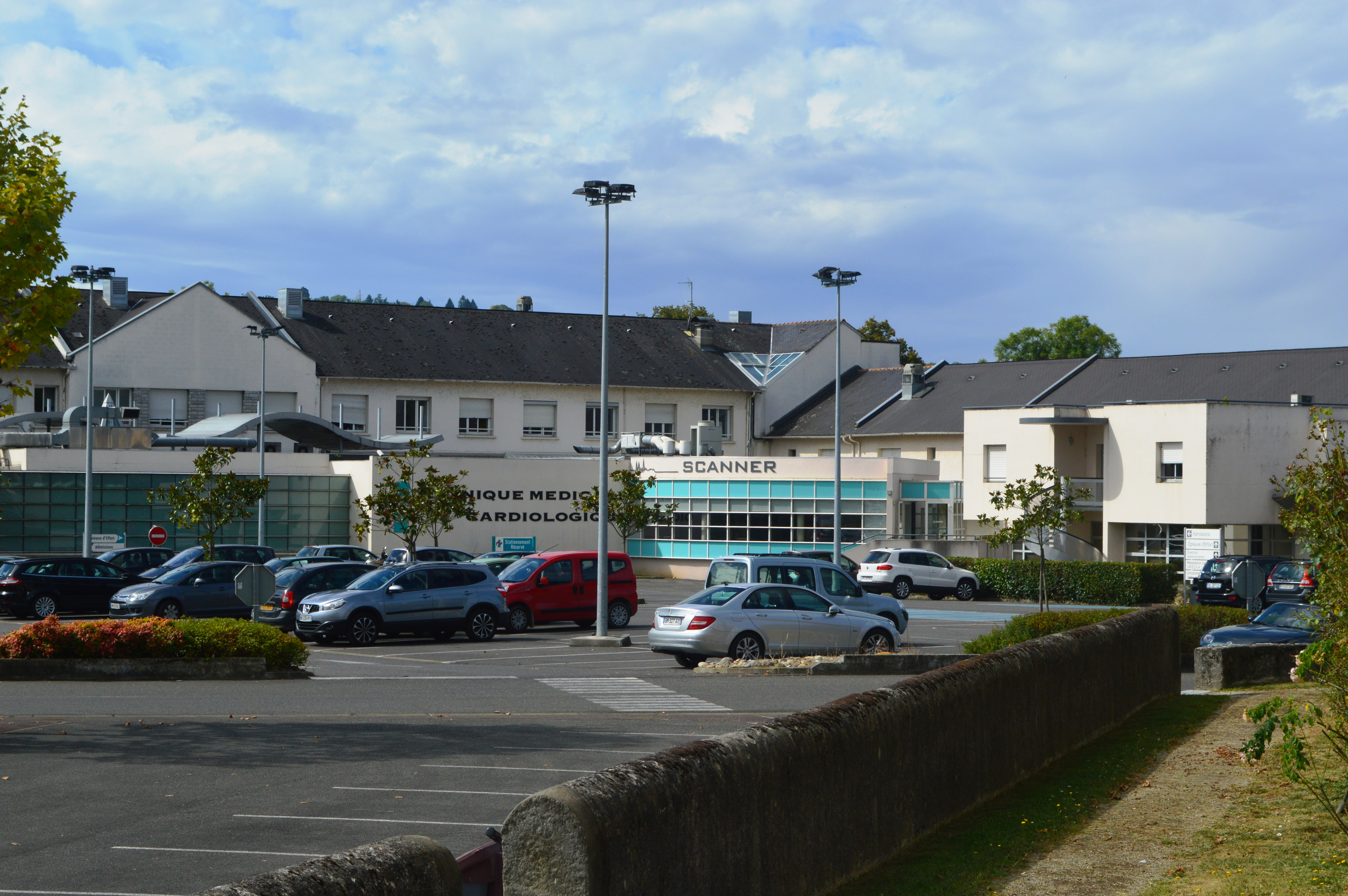
Медицинский центр
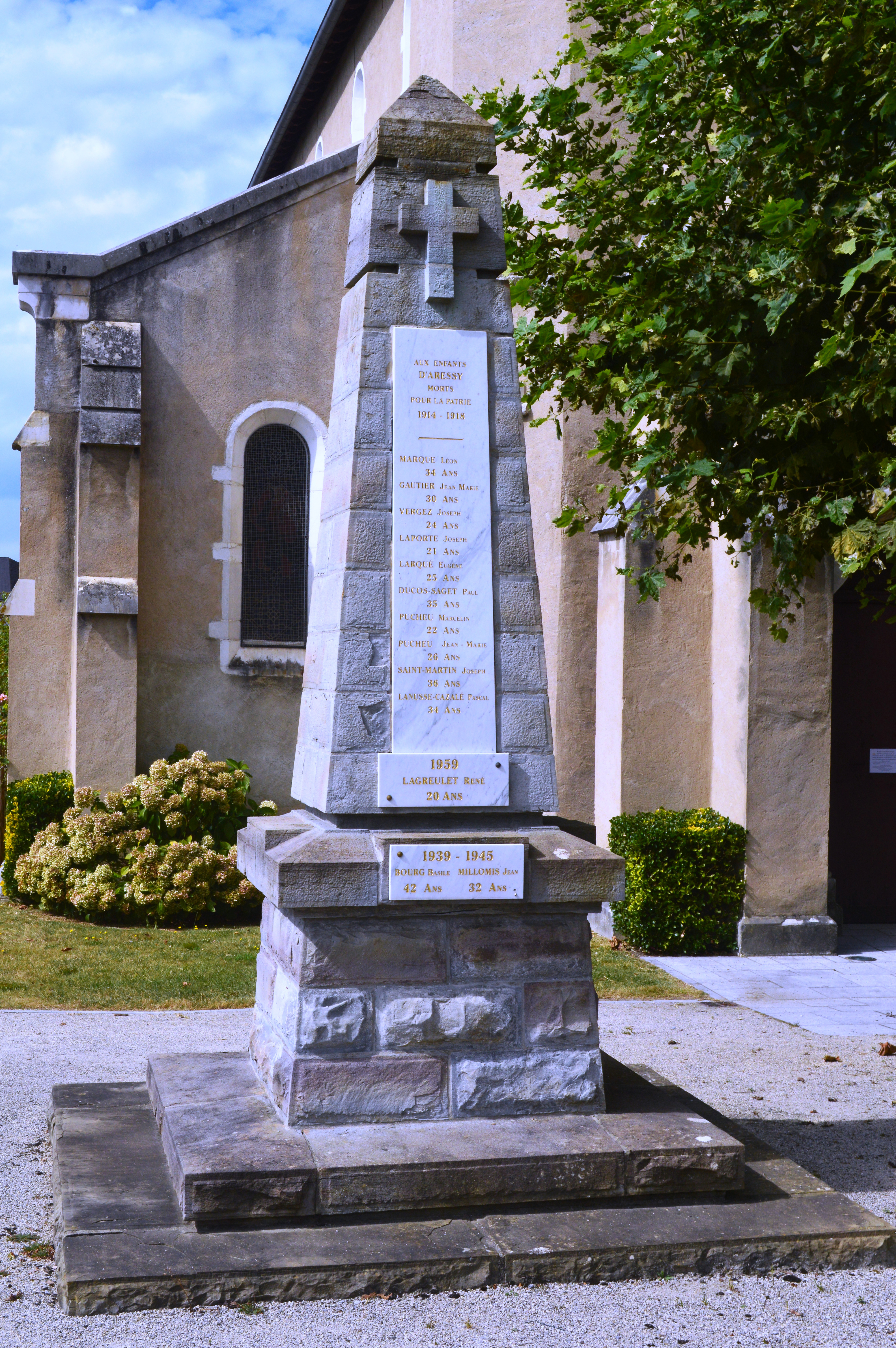
Военный мемориал